# موستثل
موستثل (به اسپانیایی: Mostazal) یک شهرستان در شیلی است که در کاچاپوآل واقع شده‌است. موستثل ۵۲۳٫۹ کیلومتر مربع مساحت و ۲۳٬۴۳۰ نفر جمعیت دارد و ۴۸۶ متر بالاتر از سطح دریا واقع شده‌است.